# Pilodius nigrocrinitus
Pilodius nigrocrinitus är en kräftdjursart som beskrevs av William Stimpson 1858. Pilodius nigrocrinitus ingår i släktet Pilodius och familjen Xanthidae. Inga underarter finns listade i Catalogue of Life.